# گرافیچی
ادینالدو باتیستا لیبانیو (پرتغالی: Edinaldo Batista Libânio؛ زادهٔ ۲ آوریل ۱۹۷۹) که عموماً با نام گرافیچی شناخته می‌شود، بازیکن فوتبال پیشین اهل برزیل است.
وی همچنین در تیم ملی فوتبال برزیل بازی کرده‌است.

## افتخارات

### باشگاهی
سائو پائولو
- جام لیبرتادورس: ۲۰۰۵
- جام باشگاه‌های فوتبال جهان: ۲۰۰۵

وولفسبورگ
- بوندس‌لیگا: ۰۹–۲۰۰۸

الاهلی
- جام رئیس دولت امارات: ۱۳–۲۰۱۲
- لیگ امارات: ۱۴–۲۰۱۳
- سوپر جام فوتبال امارات: ۲۰۱۳
- جام اتصالات امارات: ۱۲–۲۰۱۱, ۱۴–۲۰۱۳

### فردی
- بازیکن سال فوتبال آلمان: ۲۰۰۹
- بهترین گلزن بوندس‌لیگا: ۰۹–۲۰۰۸
- اروپا اسپورت مدیا: ۰۹–۲۰۰۸